# آماندا الویس
آماندا الویس (انگلیسی: Amanda Elwes؛ زادهٔ ۱۹۶۴ میلادی) بازیگر اهل بریتانیا است.
از فیلم‌ها یا مجموعه‌های تلویزیونی که وی در آن‌ها نقش داشته‌است، می‌توان به پوآرو و خانم مارپل اشاره نمود.